# Cas de violació en grup de Delhi de 2012

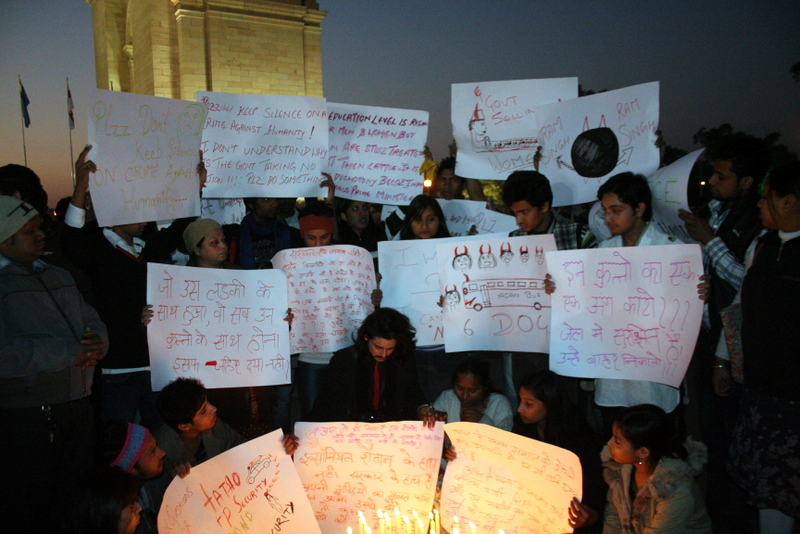
Manifestants a la Porta de l'Índia de Nova Delhi exigint al govern prendre mesures després de la violació en grup.

El cas de la violació en grup de Delhi de 2012 fa referència a la brutal violació i assassinat que es va produir el 16 de desembre de 2012 a Munirka, un barri situat a la part sud de Nova Delhi, quan una passant de fisioteràpia de 23 anys, va ser colpejada i violada per un grup d'homes en un autobús en el qual viatjava amb el seu company. Hi havia uns altres sis homes a l'autobús, inclòs el conductor, que van violar la dona. La dona va morir de les gravíssimes ferides tretze dies després mentre era sotmesa a un tractament d'emergència a Singapur.
L'incident va generar una cobertura nacional i internacional generalitzada i va ser condemnat per diversos grups de dones, tant a l'Índia com a l'estranger. Posteriorment, les protestes públiques contra el Govern de l'Índia i el Govern de Nova Delhi per no proporcionar la seguretat adequada per a les dones van tenir lloc a Nova Delhi, on milers de manifestants es van enfrontar amb les forces de seguretat. Protestes similars van tenir lloc a les principals ciutats del país en els dies i setmanes següents.
Tots els involucrats van ser arrestats i acusats d'assalt sexual i assassinat. El conductor acusat, Ram Singh, va morir sota custòdia policial l'11 de març de 2013 a la presó de Tihar. Segons alguns informes de premsa, la policia creu que Ram Singh es va penjar, però els advocats de la defensa i la seva família sospiten que va ser assassinat. La resta dels acusats van anar a judici en un tribunal per la via ràpida, la fiscalia va concloure la seva prova el 8 de juliol.
El 13 de setembre de 2013, el tribunal al càrrec de l'afer en els últims nou mesos va emetre el seu veredicte: els cinc principals acusats que havien sobreviscut van ser declarats culpables i condemnats a la pena de mort, a la forca. El 14 de juliol de 2014, la Cort Suprema de l'Índia va informar que els acusats havien presentat una apel·lació i que finalment s'havia retirat la forca.
El 20 de març de 2020 els quatre violadors van ser penjats a la forca de la presó de la capital India.

## Assassinat
Les víctimes, una dona de 23 anys, i un amic, es dirigien a casa la nit del 16 de desembre de 2012, després de veure la pel·lícula La vida de Pi a Saket al sud de Delhi. Ells van abordar un autobús noliejat a Munirka de Dwarka que estava sent conduït sense rumb fix a les 9.30 del vespre (hora local). Només hi havia unes altres sis persones a l'autobús, inclòs el conductor. Un dels homes, un menor d'edat, havia demanat als passatgers dir als nouvinguts que l'autobús anava cap a la seva destinació. L'amic de la dona va començar a sospitar quan l'autobús es va desviar de la seva ruta normal i les seves portes van romandre tancades. Quan ell es va oposar, el grup de sis homes a bord, inclòs el conductor, es van burlar de la parella, preguntant què feien sols tan tard.
Quan l'amic de la dona va intentar intervenir, va ser colpejat, emmordassat i agredit amb una barra de ferro fins a quedar inconscient. Els homes van arrossegar llavors la dona fins a la part posterior de l'autobús, la van copejar amb la barra i la van violar mentre el conductor seguia conduint. Els informes mèdics van dir després que la dona va sofrir ferides greus a l'abdomen, als intestins i als òrgans genitals a causa de l'assalt, i que el dany indica que va ser fet amb un objecte contundent (se sospita que la barra de ferro) amb el qual podrien haver-la penetrat. Aquesta vareta va ser descrita més endavant per la policia com un implement oxidat, en forma de L del tipus dels utilitzats com maneta per al gat de les rodes.
Segons l'International Business Times, un portaveu de la policia va dir que el menor de 17 anys va ser l'atacant més brutal i que "va abusar sexualment de la seva víctima dues vegades i li va arrencar els intestins amb les seves pròpies mans". Segons informes policials, la dona va intentar lluitar contra els seus agressors, de mossegar a tres dels atacants i va deixar marques de mossegades en els acusats.
Després que les pallisses i les violacions acabessin, creient-la morta, els atacants van llançar les víctimes seminues i ensangonades de l'autobús en marxa. Llavors el conductor de l'autobús presumptament va intentar conduir l'autobús sobre la dona, però el seu amic la va tibar i va apartar a temps. Un dels autors més tard va netejar el vehicle per eliminar les proves. La policia el va confiscar l'endemà.
L'any 2015 es va estrenar el documental britànic La filla de l'Índia sobre el crim.